# Bandera d'Avià
La bandera oficial d'Avià té la següent descripció:
Bandera apaïsada de proporcions dos d'alt per tres de llarg, blava amb un sautor ple amb els braços d'amplada d'1/9 de l'alt de la bandera, de color groc.

## Història
Va ser aprovada el 9 de març de 1994 i publicada en el DOGC el 18 de març del mateix any amb el número 1874.